# ファブリシオ・アンジレリ
ファブリシオ・ヘルマン・アンジレリ（Fabrizio Germán Angileri、1994年3月15日 - ）は、アルゼンチン・メンドーサ州フニン出身のサッカー選手。ヘタフェCF所属。ポジションはDF、MF。

## クラブ経歴
ユース時代は地元フニンのサン・マルティンやボカ・ジュニアーズにてサッカーを学び、2013年にCDゴドイ・クルスへと移籍した。ゴドイ・クルスにて公式戦100試合以上に出場した後の2019-20シーズンはCAリーベル・プレートへのレンタル移籍を経験した。レンタル終了後にはリーベル・プレートへの完全移籍が決まり、同クラブではレコパ・スダメリカーナやコパ・アルヘンティーナ優勝を果たした。
2022年7月14日、フリーでヘタフェCFに移籍し、4年契約を結んだ。

## タイトル

### クラブ
CAリーベル・プレート
- レコパ・スダメリカーナ : 1回 (2019)
- コパ・アルヘンティーナ : 1回 (2019-20)
- プリメーラ・ディビシオン : 1回 (2019-20)